# Leimersheim
Leimersheim (palat. Lämersche) – miejscowość i gmina w Niemczech, w kraju związkowym Nadrenia-Palatynat, w powiecie Germersheim, wchodzi w skład gminy związkowej Rülzheim.